# Hundebrucellose
Die Hundebrucellose ist eine Infektionskrankheit bei Hunden, die vom Bakterium Brucella canis aus der Gattung Brucella verursacht wird. B. canis ist weltweit verbreitet, in Europa vor allem in England, Südfrankreich, Rumänien und Ungarn. Die Erkrankung ist zumeist eine Deckinfektion mit Erkrankung der Geschlechtsorgane. Beim Rüden treten Hoden- und Nebenhodenentzündungen, bei Hündinnen Fehlgeburten, Gebärmutterentzündungen und Unfruchtbarkeit auf. Die Hundebrucellose spricht auf Antibiotika nur sehr schlecht an, führt aber nur ausnahmsweise zum Tod des Tieres. Die Bekämpfung erfolgt daher vorzugsweise durch seuchenhygienische Maßnahmen wie die Testung importierter Tiere und die Isolierung infizierter Tiere. Die Hundebrucellose ist auch auf den Menschen übertragbar, allerdings verläuft die Erkrankung des Menschen meist mild und spricht gut auf Antibiotika an. 

## Vorkommen
Die Hundebrucellose wurde erstmals 1966 in den Vereinigten Staaten nachgewiesen. Der Erreger kommt weltweit vor, in Europa ist er vor allem in England, Südfrankreich, Rumänien und Ungarn verbreitet.

## Ätiologie und Pathogenese
Brucella canis ist ein gramnegatives kokkoides Bakterium. Der Erreger ist wenig widerstandsfähig in der Umwelt und wird durch alle gängigen Desinfektionsmittel abgetötet. Der Hund ist zudem für B. abortus (Erreger der Rinderbrucellose) und B. melitensis (Erreger der Schaf- und Ziegenbrucellose) empfänglich.
Brucella canis wird von infizierten Tieren über Sperma, Milch, Urin, Kot und Vaginalsekret ausgeschieden. Die Übertragung erfolgt vor allem beim Deckakt, selten peroral durch Aufnahme von Urin, Plazenten und abortierten Welpen. Meist sind latent infizierte Tiere die Infektionsquelle. Die Erregerausscheidung ist bei Rüden in den ersten acht Wochen nach der Infektion am höchsten, danach nimmt sie ab, kann aber bis zu zwei Jahre anhalten. Hündinnen scheiden den Erreger mindestens drei Monate in hoher Zahl aus. Der Erreger durchdringt die Schleimhaut und wird von Makrophagen aufgenommen, die ihn in lymphatische und Geschlechtsorgane befördern. Zwei bis vier Wochen nach der Infektion kommt es zu einer Erregerausbreitung im Blut (Bakteriämie), die sechs Monate bis fünfeinhalb Jahre anhalten kann. Die Antikörperbildung beginnt vier bis zwölf Wochen nach der Infektion.

## Klinik
Nach zwei bis vier Wochen entwickelt sich eine Bakteriämie. Diese kann länger als ein Jahr dauern und ist nicht zwingend mit Fieber verbunden. Bei Hündinnen kommt es zu Aborten im letzten Drittel der Trächtigkeit und zur Geburt lebensschwacher Welpen. Sie können bis zu dreimal hintereinander abortieren. Häufig entsteht nach dem Abort eine Metritis, die zu Unfruchtbarkeit führen kann. Rüden erleiden Hoden- und Nebenhodenentzündungen bis zur Infertilität sowie nässende Entzündungen der Hodensackhaut. Manchmal sind Abgeschlagenheit und Libidomangel die einzigen Symptome bei Deckrüden. 
Gelegentlich können auch andere Organsysteme als die Geschlechtsorgane betroffen sein. Es kann zu Lymphdrüsenentzündungen, Diskospondylitis, Osteomyelitis und Uveitis kommen. 
Viele Infektionen verlaufen unbemerkt. Die Prognose für das Überleben des Tiers ist günstig.

## Diagnose
Für den serologischen Nachweis mittels Serumlangsamagglutination (SLA), indirektem Immunfluoreszenztest, Immundiffusionstest und Komplementbindungsreaktion müssen spezifische Antigene bzw. Antikörper vorhanden sein, was frühestens nach drei Wochen der Fall ist. Die SLA kann auch falsch-positive Befunde liefern, sie sollte daher immer durch eine Blutkultur gesichert werden. 
Die Kulturanreicherung aus Blut, Urin, Vaginalabstrichen oder Feten bzw. Eihäuten erfordert spezielle Bedingungen. Die Blutkultur ist ein bis fünf Monate nach der Infektion immer möglich, nach einem Jahr sind nur noch 50 bis 80 % der Proben positiv. Aus dem Urin lassen sich Brucellen meist zwei bis fünf Monate nach der Infektion anzüchten, aus Sperma bis zu zwölf Monate.

## Therapie
Therapieversuche sind meist wenig erfolgreich, obwohl in vitro folgende Antibiotika wirksam sind: Tetracyclin, Gentamicin, Enrofloxacin, Penicillin, Streptomycin und Chloramphenicol. Am wirksamsten ist deshalb eine gute Prophylaxe durch veterinärhygienische Maßnahmen, mit Isolierung oder sogar Tötung infizierter Tiere. Vor allem bei Importen aus Ländern, in denen die Hundebrucellose häufig vorkommt, sollte eine serologische Testung vorgenommen werden.

## Gefahr für den Menschen
Obwohl es sich auch bei der Hundebrucellose um eine Zoonose handelt, verläuft die Infektion des Menschen ausgesprochen mild (subklinisch). Es kann intermittierendes Fieber mit Lymphknotenschwellungen auftreten. Im Gegensatz zum Hund, spricht die Erkrankung beim Menschen sehr gut auf Antibiotika an. Prophylaktisch sollten bei Kontakt mit potentiell infektiösem Material Handschuhe getragen werden.